# Островецкая республика
Островецкая республика (пол. Republika Ostrowiecka) — самоуправление, установленное 27 декабря 1905 г. во время Первой русской революции в городах Островец, Илже и Чмелюве.
Во время революции 1905—1907 годов в Островце начались массовые выступления рабочих. Первоначальные требования экономического характера вскоре изменились на антирусские. Кульминацией волны забастовок, митингов и уличных демонстраций стало провозглашение 27 декабря 1905 года Республики в городе и его окрестностях. Возглавил её Игнатий Бернер — близкий соратник Юзефа Пилсудского. Царская администрация была ликвидирована, создано революционное правительство и организована народная дружина. Республика пала в середине января 1906 года после введения в Островец русских войск, усиленных артиллерией.